# Caratacos
Caratacos (latinisé en Caratacus) est un roi et commandant militaire de la Bretagne insulaire qui a dirigé la résistance à la conquête romaine de la Bretagne par Claude Ier en 43 ap. J.-C. jusqu'à sa capture en 51.

## Famille
Selon Dion Cassius il est le fils de Cunobelinos, roi du peuple celte des Catuelanis, mort avant 43 et le frère de Togodumnus.

## Biographie
Caratacos et son frère Togodumnos mènent la défense de l'île contre les légions d'Aulus Plautius, mais ils sont défaits dans deux batailles, la première peut-être sur le fleuve Medway et la seconde sur la Tamise. Togodumnos disparaît peu après selon Dion Cassius, et Plautius peut permettre à Claude la capture de la ville de Camulodunum, mais Caratacos survit à cet épisode.

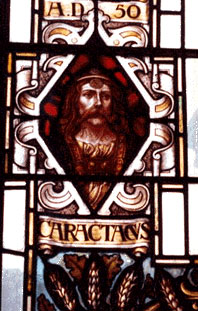
Vitrail de l'hôtel de ville de Colchester. JC Even 1982

En 51, selon Tacite, il mène les Silures et les Ordovices du pays de Galles contre le propréteur Publius Ostorius Scapula. Ostorius le défait dans une bataille, mais Caratacos parvient à s’échapper, tandis que sa famille est prise. Prenant la direction du nord, il se réfugie chez Cartimandua, la reine des Brigantes, mais celle-ci le trahit et le livre aux Romains. Il est conduit à Rome pour orner le triomphe du vainqueur avec toute sa famille, mais le discours qu'il prononce devant l'empereur Claude le sauve. Lui et sa famille peuvent vivre dans la paix à Rome. Selon Dion Cassius, quand il vit la richesse de Rome, il aurait dit « comment osez-vous, vous qui possédez tant de luxes, convoiter nos pauvres tentes ? »

## Légende
Geoffroy de Monmouth dans son Historia regum Britanniae  ignore le personnage de Caratacus et manque l'occasion d'évoquer sa carrière épique. Il comble le vide dans la chronologie de son récit en lui substituant la figure semi-historique d'Arvirargus. Aucune tradition galloise authentique n'évoque non plus Caratacus à l'exception d'une généalogie qui se termine avec : Caratauc map Cinbelin map Teuhant (Caratacus fils de Cunobelinus fils de Tasciovanus) ce qui est historiquement correct. Elle lui donne comme fils un certain Guidgen. En gallois cela correspond à Gwyddien ap Caradog ap Cynfelyn ap Teuhant.
Par contre, Hector Boece dans son Historia Gentis Scotorum (histoire du peuple écossais), saisit l'occasion d'inclure Caratacus dans son histoire fictive faisant de lui le fils de Cadallanus, seigneur des Brigantes, et frère de Voada, la première épouse d'Arvirargus. Plus tard Cadallanus épouse Cartimandua, qui devient de ce fait la belle-mère de Caratacus.